# 2024 en skateboard
 (mai 2024).
Cet article présente les faits marquants de l'année 2024 en skateboard.

## Évènements

### Jeux olympiques
- Skateboard aux Jeux olympiques d'été de 2024